# Zhang Decheng
Zhang Decheng (张德成S; Gaobeidian, 1846 – estate 1900) è stato un militare cinese, tra i principali capi dei ribelli Boxer.

## Biografia
Nativo del villaggio di Zhaozhang, oggi incorporato nella città di Gaobeidian, Zhang Decheng di professione era traghettatore sul fiume Ziya, un affluente dell'Hai He. Si dedicò comunque presto al brigantaggio, e negli anni 1880 sfruttò il crescente sentimento anti-occidentale dei cinesi per formare una banda di ribelli xenofobi.
Fu tra i membri fondatori della Società di giustizia e concordia, i cui appartenenti divennero noti come Boxer, e con l'astuzia riuscì a divenirne uno degli esponenti principali, facendosi portavoce delle istanze dei ribelli. Sfruttando la sua abilità di traghettatore, riusciva a spostarsi velocemente per la Cina attraverso la vasta rete fluviale del paese, diffondendo il pensiero e l'ideologia xenofoba dei Boxer e aizzando le masse cinesi contro gli stranieri e i cristiani. Alla vigilia della rivolta dei Boxer si recò a Tientsin, fomentando i locali alla rivolta e ottenendo l'appoggio del viceré imperiale. Stabilì il suo quartier generale nella città di Duliu, a ovest di Tientsin, e raccolse attorno a sé migliaia di seguaci.
Fu tra i capi ribelli alla battaglia di Tientsin tra il giugno e il luglio 1900, e il 27 giugno entrò egli stesso in città alla testa di 5000 ribelli. Dopo la sconfitta dei Boxer si ritirò nella campagna cinese, deciso a resistere. Decheng fu comunque ucciso poco dopo, tra il luglio e l'agosto 1900, in circostanze mai del tutto chiarite, forse assassinato da alcuni possidenti che si vendicarono delle razzie compiute dalle sue masnade, mentre un'altra versione riporta che la barca su cui si spostava esplose incappando in una trappola tesa da suoi rivali all'interno del movimento dei Boxer.